# Buky hraběte Chotka
 Buky hraběte Chotka byla skupina dvou památných stromů buků lesních (Fagus sylvatica) v Karlových Varech. Dvojice stromů rostla v karlovarských lázeňských lesích ve svahu pod cestou, přibližně 100 metrů jihozápadně od chaty Rusalka a 200 metrů severovýchodně od chaty Kazatelna. Na počest hraběcí rodiny Chotků, jejíž členové významně přispěli k rozvoji Karlových Varů, byl spodní buk vyhlášen roku 2004 významným stromem lázeňských lesů. Strom měl nápadně obloukovitě stoupavé větve. Pro svůj stoupavý tvar větví, způsobený růstem v hustém lesním zapojení, se takový strom lidově nazývá Věšak. Obvod jeho kmene měří 307 cm, koruna sahá do výšky 35 m, druhý strom má obvod kmene 289 cm a výška stromu činí 34 m (měření 2014).
Jako krajinná dominanta, stromy významné stářím a vzrůstem, byly chráněny od 9.6.2015, jiný zdroj ovšem uvádí datum 11.11.2011.
Při podrobném šetření na podzim 2018 bylo zjištěno, že jeden z dvojice stromů již neexistuje a byl odklizen. Došlo k jeho zlomení vlivem větru a pravděpodobně i působením dřevokazných hub. Pádem jednoho z dvojice stromů zanikla estetická hodnota, která byla určující pro vyhlášení památnými stromy. Došlo ke ztrátě důvodu ochrany a proto AOPK rozhodla s účinností od 14.02.2019 o sejmutí ochrany.

## Stromy v okolí
- Duby u Richmondu
- Buk zamilovaných
- Antonín
- Sadový platan
- Dvořákův platan